# Támár Imre
Támár Imre (Törökszentmiklós, 1822. március 22. – Nagykálló, 1873. április 7.) katolikus plébános. 

## Élete
Az egyházi pályát választván, 1845-ben felszentelték és Egyekre helyezték. Innét mint lelkészhelyettes Nagykállóba, majd Miskolcra küldte főpásztora segédlelkésznek, ahonnan 1848-ban az egri székesegyházhoz hitszónoknak nevezték ki. A szabadságharc mozgalmai őt is magukkal ragadták és 1849-ben tábori káplánságot vállalt, melyért a leveretés után öt hónapig fogságot szenvedett. Visszatérvén egyházmegyéjébe, egy ideig mint kunhegyesi lelkészhelyettes működött, míg 1850-ben ugyanott lelkész lett. 1859-ben átköltözött a pócspetri, 1861-ben a nagykállói plébániára. Nagy feltűnést keltett egyházi és politikai beszédeivel. 
Cikkei a Religióban (1858-59. Lelkipásztori tárgyalások, 1860. Anglia ujból egyesülése a kath. egyházzal, 12 közlés, 1861. Fridrik és a kath. egyház Sziléziában); a Tanodai Lapokban (1860. Miként tanultak és tanítottak ezer év előtt); a Magyar Sionban (1864. A nagykállói plébánia története); az Idők Tanújában (1863. P. Deschamps conferentiai beszédeiből, Reményeink Oroszország egyesüléséhez, 1864. Egy orosz katekizmus, Visszapillantás a Jézus-társaság magyar származású tagjainak irodalmi működése és érdemei A-tól K-ig, Begovcsevics kéziratából); a Kath. Lelkipásztorban (több egyházi beszéd).

## További irodalom
- Egri Emlékkönyv 1865. 288. l.
- Borsodmegyei Lapok 1889. 72. sz.
- Koncz Ákos: Egri egyházmegyei papok az irodalmi téren. Eger, 1892. 229. l. és gyászjelentés.